# Gjakova (gmina)
Gjakova (alb.: Gjakova; serb.: Ђаковица) – gmina w Kosowie, należąca do statystycznego regionu Gjakova. Siedzibą władz gminy, a zarazem całego rejonu statystycznego Gjakova jest miasto Djakowica.

## Demografia
Według danych spisu powszechnego na rok 2011 gminę Gjakova zamieszkiwało 94 556 mieszkańców.

## Historia
Pierwsze zapiski o miejscowości Gjakova znaleźć można w historycznych księgach statystycznych z czasów osmańskich, w których pod rokiem 1485 można przeczytać, że „w wiosce tej znajdowało się 67 gospodarstw domowych, wśród których znajduje się dom >>syna Vukasina, kapłana<<".
Miasto rozwijało się jako tureckie centrum handlowe tureckiego, gdyż sprzyjało temu jego położenie na trasie handlowej Szkodra – Stambuł. Ewlija Czelebi opisywał miasto w 1662 roku jako kwitnącą i atrakcyjną miejscowości z 2000 domów zbudowanych z kamienia i licznymi ogrodami. Budynki użyteczności publicznej zostały zlokalizowane i zbudowane na szerokiej równinie miasta; wśród nich znalazły się dwa bogato zdobione meczety, kilka domów modlitwy, niektóre zajazdy z ołowianymi dachami, wspaniałych łaźni (hamam) i około 300 sklepów.

## I wojna bałkańska
Gjakova poważnie ucierpiała w wyniku działań pierwszej wojny bałkańskiej. The New York Times w 1912 roku, powołując się na źródła austro- węgierskie napisał, że ludzie na szubienicach wisieli po obu stronach drogi, a sama droga do Gjakova stała się „zaułkiem szubienic”.

## Wojna domowa w Kosowie
Miasto i region zostało poważnie dotknięte także w wyniku działań wojny domowej w Kosowie w latach 1996-1999. Doszło tam do zniszczeń i strat na dużą skalę, a także do przypadków cierpienia cywilnych ludzi spowodowanych przez wiele przypadków łamania praw człowieka. Jednostki jugosłowiańskie stacjonowały w pobliżu miasta w aż dwóch barakach ze względu na ryzyko ataku Armii Wyzwolenia Kosowa (UÇK) z po drugiej stronie granicy z Albanią. W okolicach miasta doszło także do przypadku omyłkowego zbombardowania przez jednostki lotnicze NATO obozu albańskich uchodźców.

## Geografia
Gmina Gjakova (miasto oraz 84 wsi i osiedla) obejmuje obszar 521 km². Gjakova jest położona na południowym krańcu Gór Dynarskich, około 100 km w głąb lądu od Morza Adriatyckiego.